# Gottfried I. (Ziegenhain)
Gottfried I. von Ziegenhain (* 1099; † 1168) aus dem Geschlecht der Grafen von Reichenbach war 1141–1168 Graf von Wegebach-Ziegenhain und der erste seines Hauses, der sich Graf von Ziegenhain nannte. Er war wohl ein Sohn des Grafen Gozmar II. von Reichenbach; allerdings ist dies nicht eindeutig geklärt, und er mag auch ein Sohn von dessen Bruder Rudolf I. von Reichenbach gewesen sein.
Gottfrieds Vorfahren, die Grafen von Reichenbach (bei Hessisch Lichtenau in Nordhessen), waren zumindest seit Mitte des 11. Jahrhunderts Vögte der Abtei Fulda und hatten in dieser Funktion ausgedehnten Vogtei- und Allodialbesitz im Raum Ziegenhain und Wegebach erworben, den sie zielstrebig auszubauen verstanden. Während Rudolf I. von Reichenbach (* um 1070; † nach 1123) nach dem Tode von Gozmar I. die Stammlande der Familie an Werra und Meißner erbte und in Reichenbach residierte, erhielt Gozmar II. († 1141) den väterlichen Besitz im Raum Ziegenhain und verlegte seine Residenz daher von der Burg Reichenberg nach Wegebach bei Ziegenhain.
Nach dem Tod Gozmars II. im Jahre 1141 beerbte ihn Gottfried I. Er residierte zunächst in Wegebach, baute sich jedoch 1144 zwischen einem bereits seit 950 bestehenden Bergfried und einer alten Rundburg im nur einen Kilometer entfernten Ziegenhain eine neue Residenz. Er und seine Nachfahren nannten sich seitdem Grafen von Ziegenhain („Cigenhagen“), gelegentlich bis 1220 auch „Grafen von Wegebach“ oder „Grafen von Ziegenhain und Wegebach“. Von 1141 bis zumindest 1158, wahrscheinlich jedoch bis 1162 (als sein Vetter Heinrich I. „Albus“ von Reichenbach als Domvogt von Fulda beurkundet wird), hatte er auch die einflussreiche und einträgliche Stellung des Domvogts von Fulda inne.
Gottfrieds Bruder Poppo II. beerbte beider Onkel Poppo I. († 1156), der als Nachfolger des ältesten Bruders, des 1123 verstorbenen Rudolf I., den Reichenbacher Teil des Familienbesitzes geerbt und dazu die Burg Hollende bei Wetter nördlich von Marburg als Mainzer Lehen erhalten hatte. Poppo II. residierte, wie schon sein Onkel, als Lehnsmann des Erzbistums Mainz auf der Hollende, der ehemaligen Stammburg der Gisonen, und nannte sich von 1166 bis 1170 auch Graf von Hollende.  Gleichzeitig war er, wie schon Poppo I., Burggraf der Mainzer Burg Amöneburg.

## Nachkommen
Gottfried hatte drei Kinder:
- Gozmar III. (* um 1130; † 1184)
- Rudolf II. (* um 1132; † 1188)
- von Ziegenhain, ⚭ 1155 Friedrich I.
Graf von Kirchberg († 26. Juli 1184 in Erfurt)

Gottfrieds Nachfolger als Graf von Ziegenhain wurde sein Sohn Gozmar III., der am 26. Juli 1184 beim Erfurter Latrinensturz zusammen mit seinem Schwager Friedrich I. von Kirchberg ums Leben kam. Auf ihn folgte sein Bruder Rudolf II.